# جوانان در عرشه و سرخوشی در سکان کشتی

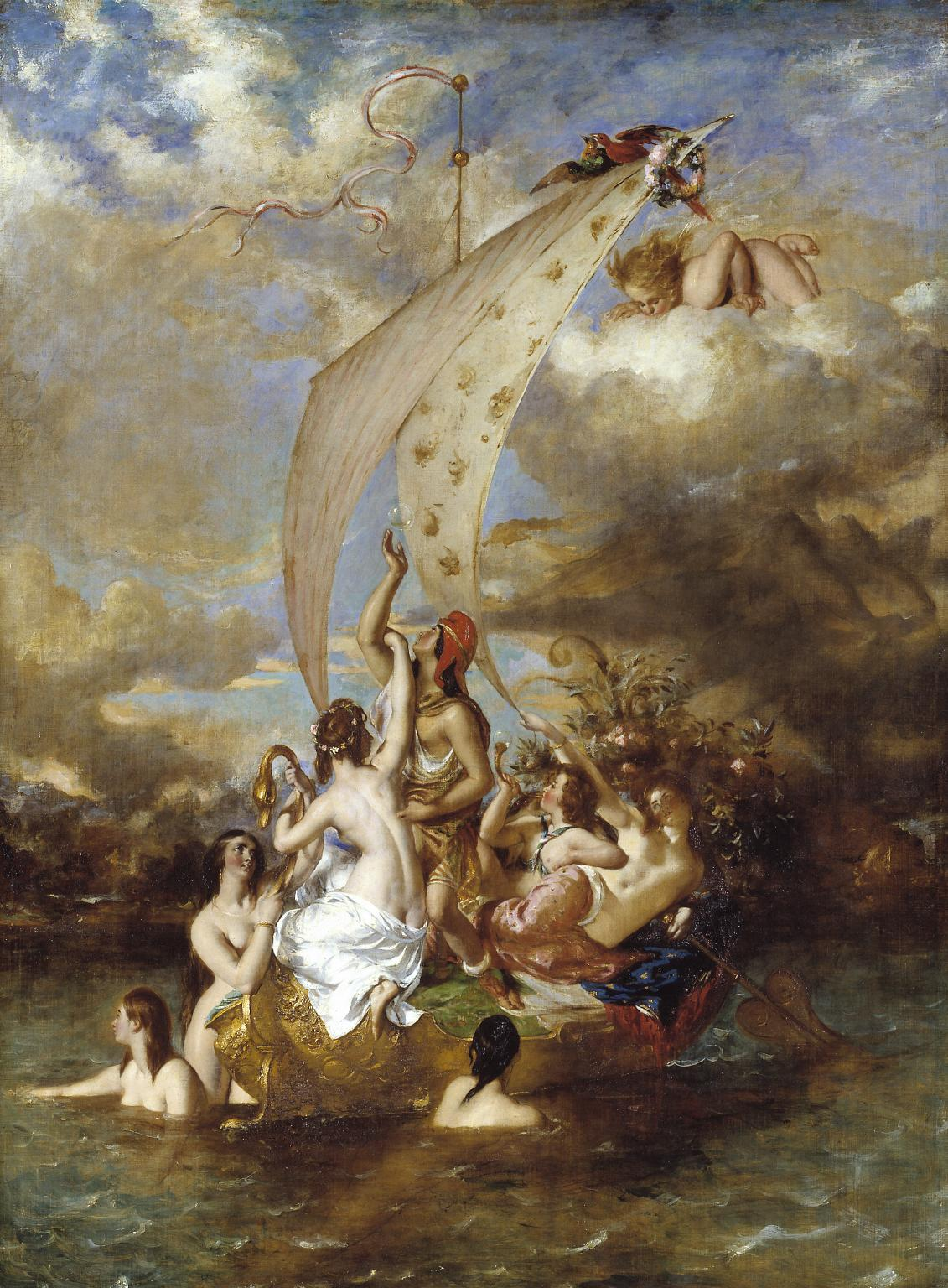
جوانان در عرشه کشتی

جوانان در عرشه کشتی یک نقاشی رنگ و روغن روی بوم است که توسط هنرمند انگلیسی ویلیام اتی در سال ۱۸۳۲ برای اولین بار به نمایش گذاشته شد و در حال حاضر در تیت بریتانیا است. این نقاشی الهام گرفته شده از اشعاری است که تلاش برای جاودانگی را بیان می‌کند.